# Запис Бор код дома (Мириловац)
Запис бор код дома (Мириловац) се налази на парцели чији је власник Општина Параћин.

## Локација
| Општина             | Параћин                                                                     |
| Катастарска општина | Мириловац                                                                   |
| Потес               | Село                                                                        |
| Координате          | 43° 50′ 24″ С; 21° 28′ 34″ И / 43.840000000000003° С; 21.475999999999999° И |
| Надморска висина    | 236m                                                                        |

## Карактеристике
Дендрометријске вредности утврђене на терену и сателитским снимцима:
| Стабло                     | Бор |
| Висина стабла              | m   |
| Обим дебла                 | m   |
| Пречник крошње             | 4m  |
| Пречник дебла              | m   |
| Висина дебла до прве гране | m   |

## База записа
Запис је у оквиру Викимедија пројекта "Запис - Свето дрво" заведен под редним бројем 0051.